# Craterosaurus
Genre
Espèce
Craterosaurus est un genre de dinosaures stégosaures du Crétacé inférieur retrouvé en Angleterre. Il pourrait possiblement être synonyme de Regnosaurus, mais cela n'est pas confirmé.
L'espèce-type, 'Craterosaurus pottonensis, a été nommée et décrite en 1874 par Harry Seeley. Le nom spécifique réfère au lit d'os de Potton.
Le genre est basé sur l'holotype SMC B.28814, une vertèbre identifiée par erreur comme étant une base de crâne par Seeley. Franz Nopcsa a corrigé l'erreur en 1912.
Craterosaurus est classé chez les stégosaures par Peter Galton en 1981, bien que des auteurs subséquents ne reconnaissent pas la validité du taxon,.